# Daring Daughters
Daring Daughters és una pel·lícula de melodrama estatunidenca de 1933, dirigida per Christy Cabanne. És protagonitzada per Marian Marsh, Kenneth Thomson i Joan Marsh, i es va estrenar el 25 de març de 1933.

## Argument
Terry Cummings és una dona cínica que creu que tots els homes només volen aconseguir una cosa de les dones. Quan la seva germana petita, Betty, la ve a visitar a la ciutat amb el seu xicot, Edgar Barrett, desaprova el seu compromís perquè sent que l'Edgar no guanya prou diners. Mentrestant, la Terry és perseguida per Alan Preston, que treballa a l'oficina de borsa del seu oncle, que es troba al mateix edifici que la parada de cigars on treballa la Terry. Ella és resistent a ell al principi, però finalment s'enamora, malgrat els seus recels sobre tots els homes.
La Betty és convidada a una festa per un grup d'amics a casa d'en Joby Johnson, un famós playboy. Ell l'emborratxa i diu als seus amics que la posin a la seva habitació per dormir, i després els fa sortir de casa seva, amb la intenció d'aprofitar-se d'ella. Tanmateix, els seus plans es veuen frustrats quan s'adona que una de les noies s'ha quedat enrere per protegir la jove, i l'ajuda.
Adonant-se que la seva germana estaria millor casada, li demana mil dòlars a l'Alan perquè els pugui donar a l'Edgar i pugui començar el seu propi negoci. L'Alan rep els diners de l'empresa de corretatge del seu oncle, sense dir-ho al seu oncle. Més tard substitueix els fons, però la seva relació amb la Terry es tensa i els dos es separen. Tanmateix, més tard es reconcilien.

## Repartiment
- Marian Marsh com Terry Cummings
- Kenneth Thomson com Alan Preston
- Joan Marsh com Betty Cummings
- Bert Roach com Joby Johnson
- Allen Vincent com Edgar Barrett
- Lita Chevret com Gwen Moore
- Richard Tucker com Lawton
- Arthur Hoyt com Hubbard
- Florence Roberts com àvia

## Recepció
The Film Daily va donar a la imatge una mala crítica, afirmant: "La producció feble no aconsegueix impressionar amb una història divagant sense la motivació adequada". Consideraven que era un guió confús amb una direcció feble i només un treball de càmera just. Harrison's Reports també li va donar una crítica negativa, titllant-lo de "mediocre" i de "moviment lent". Van sentir que els personatges eren antipàtics i que el so i la fotografia eren pobres. Motion Picture Herald li va fer una crítica més positiva, afirmant que era una "molt bona imatge del programa", amb una "història interessant". Consideraven que l'actuació era bona, tot i que sentien que la trama era confusa de vegades.